# Eugen Bönsch
Eugen Bönsch (1er mai 1897 - 24 juillet 1951) est un as austro-hongrois de la Première Guerre mondiale crédité de 16 victoires aériennes.

## Biographie

### Jeunesse
Eugen Bönsch naît dans une famille allemande des Sudètes, à Groß Aupa (aujourd'hui Velká Úpa (cs) en Tchéquie). Il étudie la mécanique et le génie industriel avant de s'engager dans l'armée austro-hongroise en 1915. En tant que mécanicien, il est affecté à la Fliegerersatzkompagnie 6, une unité chargée de préparer les avions pour les envoyer au front.

### Première Guerre mondiale
Bönsch demande une formation de pilotage en 1917, qu'il termine le 22 juin. Sa promotion au grade de caporal suit six jours plus tard et en août, il est affecté à la Flik 51J sur le front italien. Il remporte sa première victoire peu après, le 1er septembre, contre un appareil Nieuport en collaboration avec Franz Wognar (en). À la fin du mois, il remporte une deuxième victoire en abattant un ballon d'observation lourdement défendu. Pour cette victoire, il est décoré de la Médaille pour la Bravoure. Cinq autres ballons tomberont sous ses mitrailleuses au cours des 13 mois suivants, ce qui fait de lui le meilleur Balloon buster austro-hongrois.
Début 1918, Eugen Bönsch est abattu par un tir de DCA, mais survit. Plus tard dans l'année, il mène une série de raids contre les aérodromes italiens de Marcon et Trévise, ainsi que sur le port de Portegrandi (it), puis prend part aux intenses combats aériens de la bataille du Piave. Le 10 mars, il réussit également à disperser un raid de bombardiers Caproni par la témérité de son attaque.
Le 8 octobre 1918, il devient l'un des rares pilotes de la Première Guerre mondiale à être sorti vivant d'un avion en flammes en se jetant dans le vide avec un parachute après avoir été touché par l'as italien Flaminio Avet (it). Tombé en territoire italien, Bönsch réussit à regagner les lignes austro-hongroise et à reprendre le combat. Il remporte encore quatre victoires avant la fin de la guerre.

### Après-guerre
Après la fin de la Première Guerre mondiale et la dislocation de l'empire austro-hongrois, Eugen Bönsch achète et gère une auberge sur le Schneekoppe, une montagne du nord de la Bohême, en Tchécoslovaquie. Après l'annexion de la région par le IIIe Reich et le déclenchement de la Seconde Guerre mondiale, Bönsch est mobilisé dans la Luftwaffe et reçoit pour la durée de la guerre le commandement de la base aérienne d'Oschatz (de) avec le grade d'hauptmann. Après la fin de la guerre, il part vivre et travailler dans l'hôtel de son frère Emil, à Ehrwald, dans les Alpes autrichiennes. C'est là qu'il meurt, le 24 juillet 1951, à 54 ans.
D'après son frère Emil, interviewé plus tard par Martin O'Connor, Eugen Bönsch est resté discret toute sa vie sur son activité pendant la Première Guerre mondiale, dont il ne parlait jamais. C'était un homme discret, modeste et très réservé.